# Kirche Lohsa

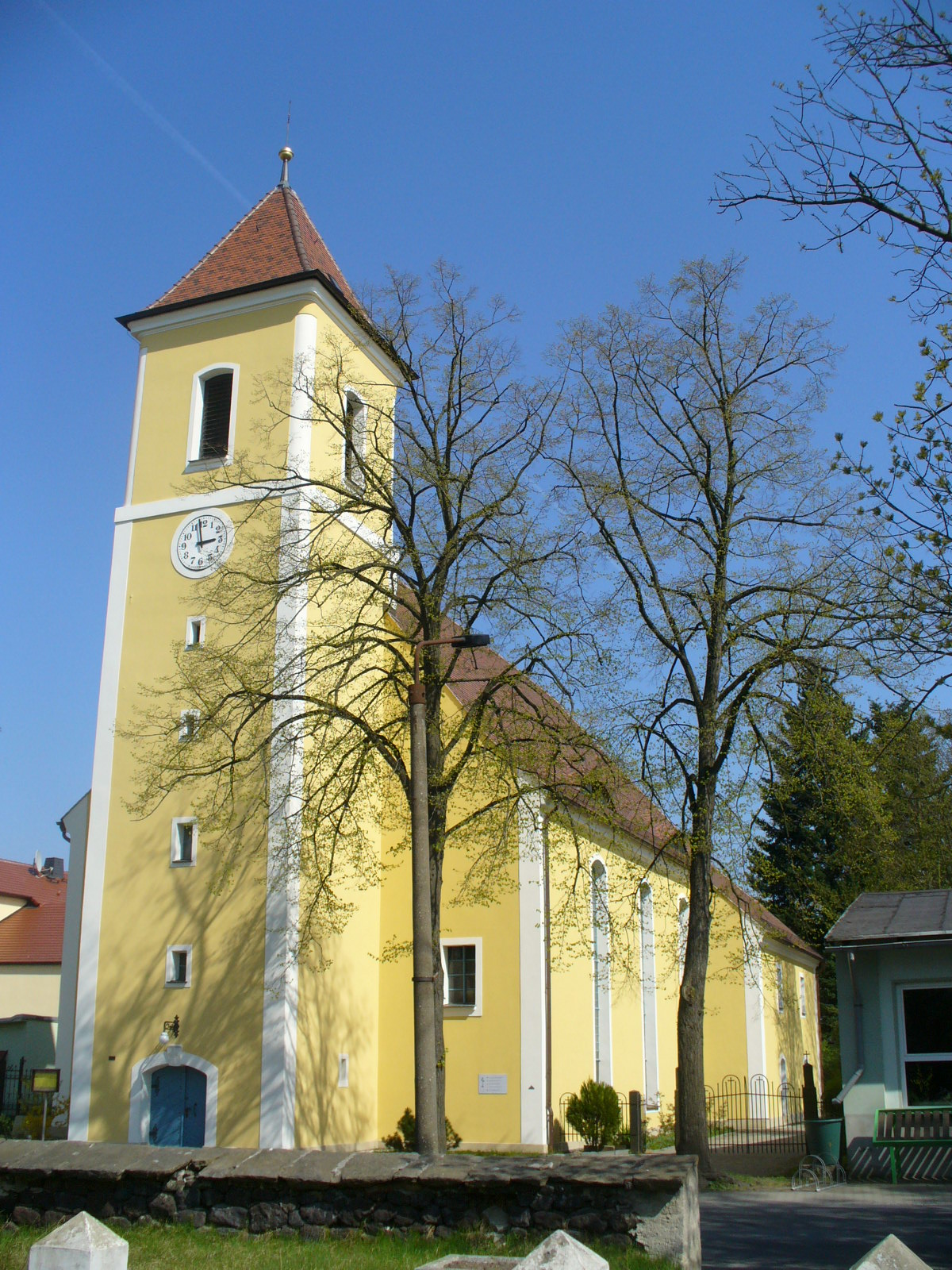
Kirche Lohsa

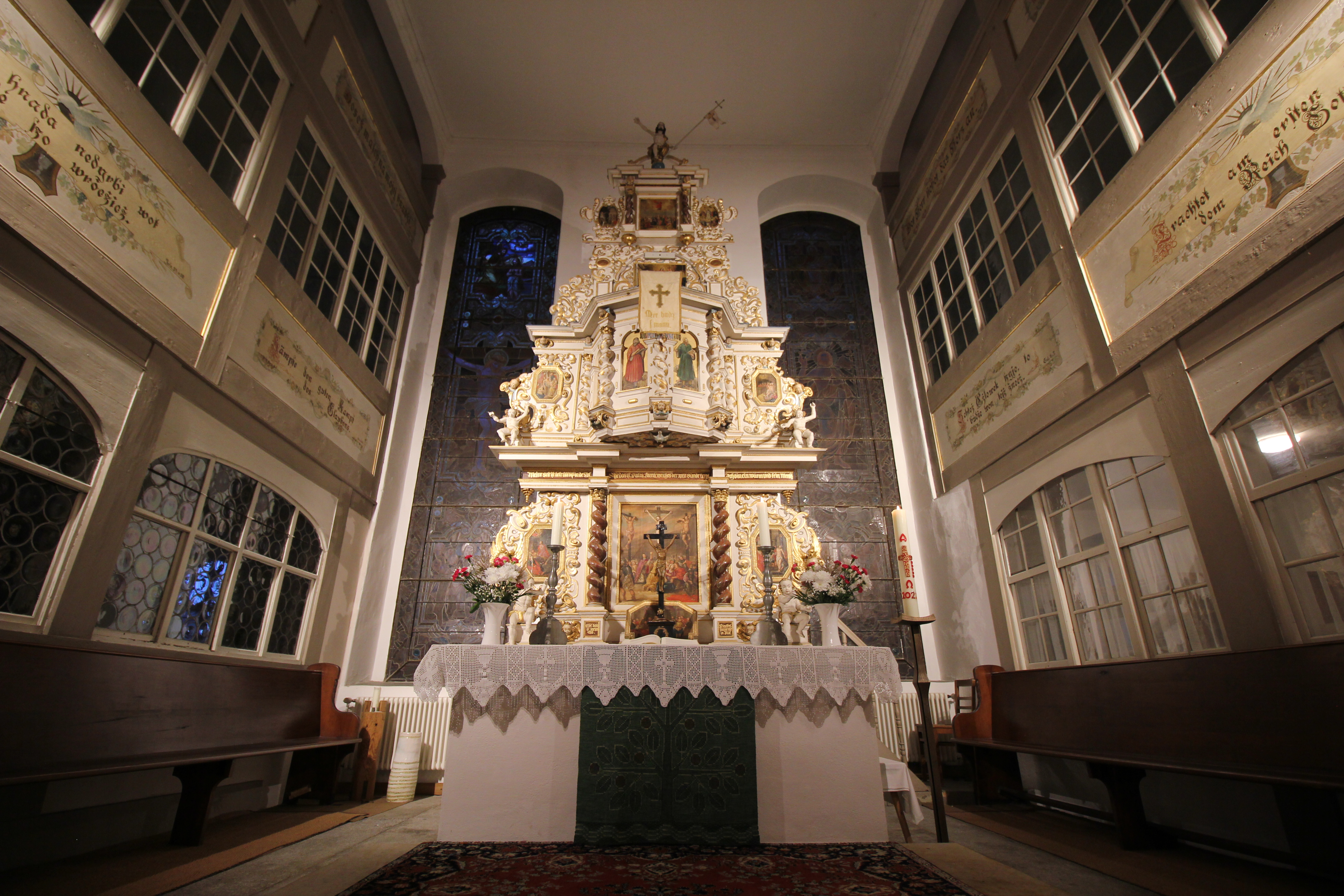
Innenansicht nach Osten

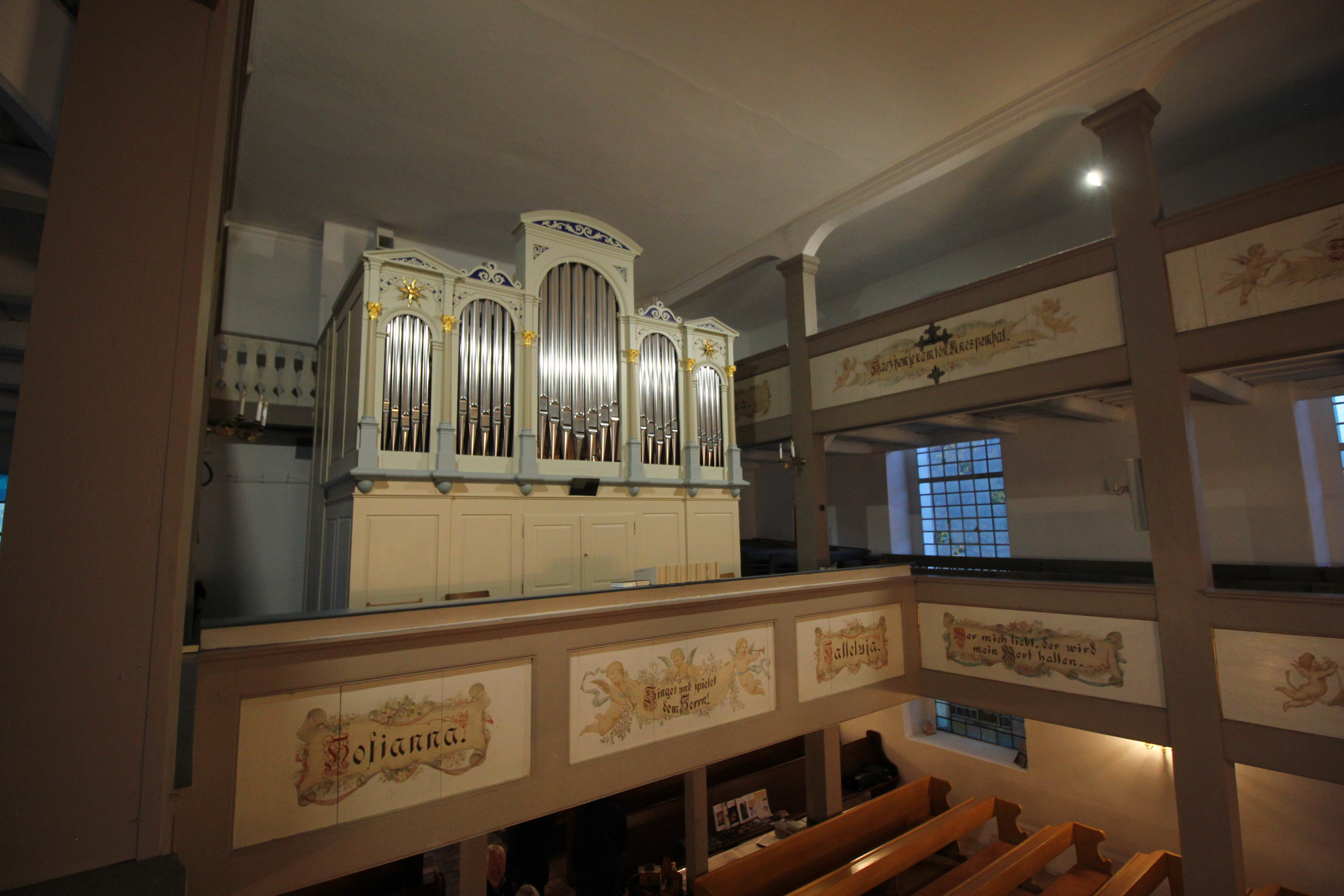
Orgel

Die evangelische Kirche Lohsa (obersorbisch Łazowska cyrkej) ist eine barocke Saalkirche in der Gemeinde Lohsa im Landkreis Bautzen in Sachsen. Sie gehört zur Kirchengemeinde Lohsa im Kirchenkreis Schlesische Oberlausitz der Evangelischen Kirche Berlin-Brandenburg-schlesische Oberlausitz.
Bis Mitte des 20. Jahrhunderts war die Kirchgemeinde mehrheitlich sorbischsprachig und die Pfarrer in der Regel Sorben. Der bekannteste Lohsaer Pfarrer war Handrij Zejler, Begründer der modernen sorbischen Dichtung, Publizist und Mitinitiator der Maćica Serbska, der hier von 1835 bis zu seinem Tod 1872 wirkte und hinter der Kirche begraben ist.

## Geschichte und Architektur
Die Kirche wurde in den Jahren 1637–51 erbaut; An- und Umbauten wurden um 1750 vorgenommen, eine Restaurierung erfolgte 1960. In dieser Kirche fand 1991 die Gründungsveranstaltung der Stiftung für das sorbische Volk statt mit Unterzeichnung der Gründungsurkunde durch Franz Kroppenstedt, Staatssekretär im Bundesinnenministerium, Kurt Biedenkopf, Ministerpräsident des Freistaates Sachsen, und Manfred Stolpe, Ministerpräsident des Landes Brandenburg. Weitere Vertreter waren Angela Merkel, Bundesministerin für Frauen und Jugend als Vertreterin des Bundesinnenministers Wolfgang Schäuble, Jurij Koch, stellvertretender Vorsitzender der Domowina, und Jan Pawoł Nagel, Vorsitzender der Domowina.
Das Bauwerk ist ein Putzbau mit Walmdach; zweigeschossige Anbauten sind an der Süd- und Nordseite angefügt; ein eingezogener quadratischer Westturm akzentuiert das Bauwerk.
Im Innern ist das Bauwerk mit einer flachen Putzdecke geschlossen. Emporen von 1750 umgeben den Innenraum; diese sind an der Nord- und Südseite zweigeschossig ausgebildet und werden im Altarraum als verglaste Logen weiter geführt; im Westen ist eine Orgelempore eingebaut.

## Ausstattung
Die Ausstattung stammt aus der Bauzeit; dazu gehören ein sehr hoher Altar aus dem Jahr 1666 und eine Kanzel aus der Zeit um 1700. Der viergeschossige Aufbau ist mit reichem Knorpelwerk verziert und trägt ein Kreuzigungsgemälde, das mit der Jahreszahl 1666 datiert ist. In den Wangen sind Passionsszenen zu sehen, als Abschluss dient die geschnitzte Figur des Salvator mundi.
Die Emporen sowie die Bleiglasfenster sind mit sorbischen und deutschen Inschriften verziert.
Die Orgel wurde 1871/72 von Wilhelm Rühlmann nach Plänen von Friedrich Ladegast erbaut. Sie erfuhr im Jahr 1947 durch Eule Orgelbau erhebliche klangliche Umgestaltungen.
Von 2018 bis 2020 wurde die Orgel durch Eule Orgelbau restauriert / rekonstruiert und ihr originaler Zustand von 1871/72 wiederhergestellt.
Die Ladegast-Rühlmann-Orgel verfügt über 18 Register auf zwei Manualen und Pedal und insgesamt 1164 Pfeifen.
| Hauptwerk        |                       |
| Bordun           | 16′                   |
| Principal        | 8′                    |
| Doppelflöte      | 8′                    |
| Gambe            | 8′                    |
| Principal        | 4′                    |
| Rohrflöte        | 4′                    |
| Quinte et Octave | 3′ & 2′               |
| Cornett 3fach    | (5 1⁄3′ + 4′ + 2 ⁄3′) |
| Mixtur 4fach     | (2′)                  |

| Oberwerk         |    |  |
| Lieblich Gedackt | 8′ |  |
| Flauto travers   | 8′ |  |
| Viola d‘amour    | 8′ |  |
| Geigenprincipal  | 4' |  |
| Flauto amabile   | 4′ |  |

| Pedal     |        |  |
| Subbass   | 16′    |  |
| Violon    | 16′    |  |
| Cello     | 8′     |  |
| Baßquinte | 5 1⁄3′ |  |

Nebenregister
- Manualcoppel.
- Pedalcoppel.
- Calcantenruf.
- Cymbelstern